# Handbol als Jocs Olímpics d'Estiu del 2000

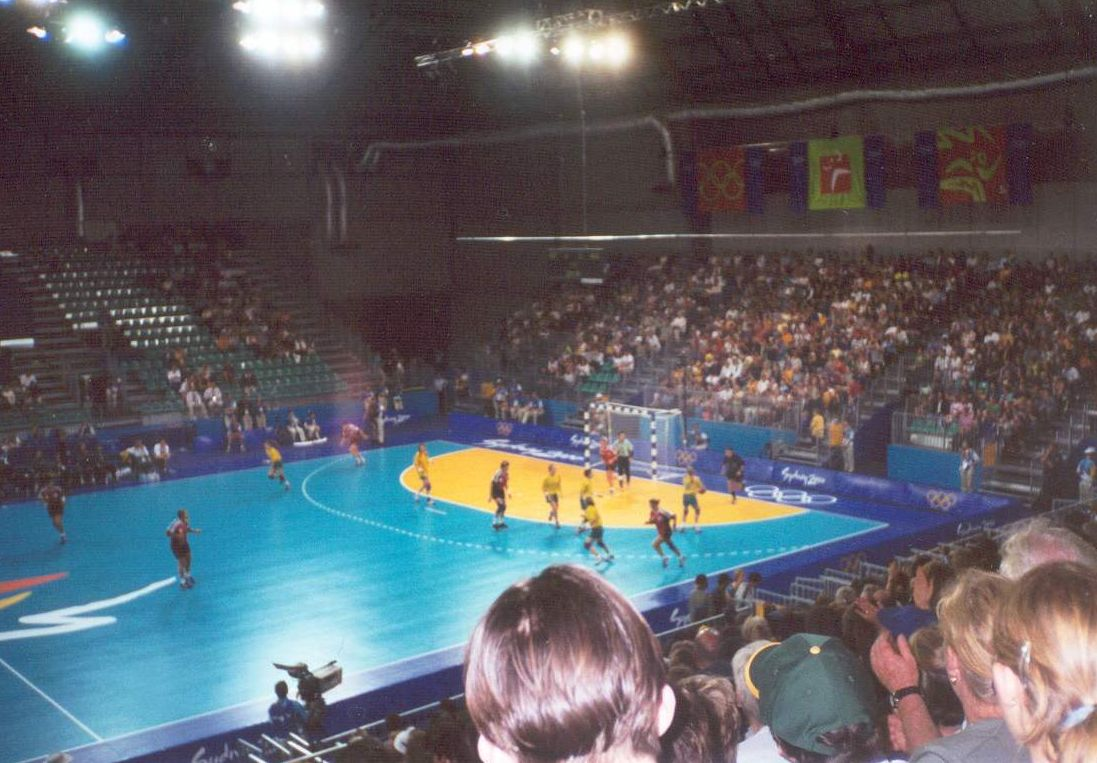
Imatge de la competició d'handbol durant els Jocs.

Als Jocs Olímpics d'Estiu del 2000 celebrats a la ciutat de Sydney (Austràlia) es disputaren dues proves d'handbol, una en categoria masculina i una altra en categoria femenina. La competició se celebrà al The Dome entre els dies 16 de setembre i 1 d'octubre del 2000.
L'handbol va resultar ser un dels esports més atractius d'aquells Jocs, i les entrades per als tornejos masculins i femenins es van esgotar en un 99,9%.

## Comitès participants
Hi participaren un total de 323 jugadors d'handbol, 177 homes i 146 dones, de 19 comitès nacionals diferents.
| Categoria masculina - Alemanya - Austràlia - Corea del Sud - Cuba - Egipte - Eslovènia - Espanya - França - RF Iugoslàvia - Rússia - Suècia - Tunísia |  | Categoria masculina - Austràlia - Àustria - Angola - Brasil - Corea del Sud - Dinamarca - França - Hongria - Noruega - Romania |

## Resum de medalles[2]
| Prova                   | Or | Argent | Bronze |
| Handbol masculí Detalls | RússiaDmitri Filípov · Vyacheslav Gorpishin · Oleg Khodkov · Eduard Koksharov · Denis Krivoshlykov · Vassili Kudínov · Stanislav Kulinchenko · Dmitri Kuzelev · Andrí Lavrov · Igor Lavrov · Sergey Pogorelov · Pavel Sukosyan · Dmitri Torgovanov · Aleksandr Tutxkin · Lev Voronin | SuèciaMagnus Andersson · Martin Boquist · Martin Frändesjö · Mathias Franzén · Peter Gentzel · Andreas Larsson · Ola Lindgren · Stefan Lövgren · Staffan Olsson · Johan Petersson · Tomas Svensson · Tomas Sivertsson · Pierre Thorsson · Ljubomir Vranjes · Magnus Wislander | EspanyaDavid Barrufet · Talant Duyshebaev · Mateo Garralda · Rafael Guijosa · Demetrio Lozano · Enric Masip · Jordi Núñez · Jesús Olalla · Juan Pérez · Xavier O'Callaghan · Antonio Carlos Ortega · Antonio Ugalde · Iñaki Urdangarín · Alberto Urdiales · Andrí Xepkin            |
| Handbol femení Detalls  | DinamarcaLene Rantala · Camilla Andersen · Tina Bøttzau · Janne Kolling · Tonje Kjærgaard · Karen Brødsgaard · Katrine Fruelund · Maja Grønbæk · Christina Hansen · Anette Hoffman · Lotte Kiærskou · Karin Mortensen · Anja Nielsen · Rikke Petersen · Mette Vestergaard            | HongriaBeatrix Balogh · Rita Deli · Ágnes Farkas · Andrea Farkas · Anikó Kántor · Beatrix Kökény · Anita Kulcsár · Dóra Lőwy · Anikó Nagy · Ildikó Pádár · Katalin Pálinger · Krisztina Pigniczki · Bojana Radulovics · Judith Simics · Beáta Siti                            | NoruegaKristine Duvholt · Trine Haltvik · Heidi Tjugum · Susann Goksør Bjerkrheim · Ann Cathrin Eriksen · Kjersti Grini · Elisabeth Hilmo · Mia Hundvin · Tonje Larsen · Cecilie Leganger · Jeanette Nilsen · Marianne Rokne · Brigitte Sættem · Monica Sandve · Else-Marthe Sørlie |

## Medaller[1]
| Posició | País      | Or | Argent | Bronze | Total |
| 1       | Dinamarca | 1  | 0      | 0      | 1     |
| 1       | Rússia    | 1  | 0      | 0      | 1     |
| 3       | Hongria   | 0  | 1      | 0      | 1     |
| 3       | Suècia    | 0  | 1      | 0      | 1     |
| 5       | Espanya   | 0  | 0      | 1      | 1     |
| 5       | Noruega   | 0  | 0      | 1      | 1     |